# Fischer-Appelt (Unternehmen)
Fischer-Appelt (Eigenschreibweise: fischerAppelt) ist eine inhabergeführte Agentur für Marketing, Werbung und Public Relations mit Hauptsitz in Hamburg, acht weiteren Standorten in Deutschland sowie Zweigstellen in New York und Doha. Sie wurde 1986 von den Brüdern Andreas und Bernhard Fischer-Appelt gegründet.

## Geschichte
Die Agentur wurde 1986 als Media Concept Öffentlichkeitsarbeit Fischer-Appelt gegründet. Sie spezialisierte sich anfangs auf Nachhaltigkeitskommunikation in der Abfallwirtschaft. 1994 erweiterte Fischer-Appelt ihr Angebot um die Themenbereiche Informationstechnik, Telekommunikation und Energie.
2016, zum 30-jährigen Bestehen, beschäftigte die Gruppe rund 400 Mitarbeiter.

### Übernahmen
Eine Mehrheitsbeteiligung an Jolly Medienhaus führte 1998 zum Standort München, 2001 wurde die Designagentur Ligalux ausgegründet, 2003 übernahm Fischer-Appelt die auf Investor Relations spezialisierte Beratungsfirma Ziegler & Ziegler IR-Consulting, die anschließend in Fischer-Appelt, Ziegler umbenannt wurde. Mit der Übernahme der TV-Produktionsfirma des DaimlerChrysler-Konzerns stieg Fischerappelt 2007 in den Bereich Internet-TV ein. 2010 wurde die PR-Agentur Fischerappelt, Relations gegründet, 2011 übernahm sie Fork Unstable Media.
Im Mai 2017 erwarb Fischer-Appelt eine Mehrheitsbeteiligung an der Agentur Die Krieger des Lichts. Im August 2017 gründete Fischer-Appelt die Performance-Marketing-Agentur Fischer Appelt Performance. 2019 kaufte Fischer-Appelt die Werbeagentur Philipp und Keuntje.